# Aleksandrs Lobaņovs
Aleksandrs Lobaņovs (30 agosto 1976) è un ex calciatore lettone, di ruolo centrocampista.

## Carriera

### Club
Nel periodo in cui giocava in nazionale militava nel Ranto-Miks: con questa squadra ha vinto la seconda serie lettone sia nel 1997 che nel 2002 (quando il club si chiamava RKB-Arma).

### Nazionale
Giocò la sua prima gara in nazionale il 21 aprile 1998, in una gara di Coppa del Baltico contro la Lituania. Giocò la sua seconda e ultima gara due mesi più tardi contro Andorra.

## Statistiche

### Cronologia presenze e reti in Nazionale
| Cronologia completa delle presenze e delle reti in nazionale ― Lettonia | Cronologia completa delle presenze e delle reti in nazionale ― Lettonia | Cronologia completa delle presenze e delle reti in nazionale ― Lettonia | Cronologia completa delle presenze e delle reti in nazionale ― Lettonia | Cronologia completa delle presenze e delle reti in nazionale ― Lettonia | Cronologia completa delle presenze e delle reti in nazionale ― Lettonia | Cronologia completa delle presenze e delle reti in nazionale ― Lettonia | Cronologia completa delle presenze e delle reti in nazionale ― Lettonia |
| Data                                                                    | Città                                                                   | In casa                                                                 | Risultato                                                               | Ospiti                                                                  | Competizione                                                            | Reti                                                                    | Note                                                                    |
| ----------------------------------------------------------------------- | ----------------------------------------------------------------------- | ----------------------------------------------------------------------- | ----------------------------------------------------------------------- | ----------------------------------------------------------------------- | ----------------------------------------------------------------------- | ----------------------------------------------------------------------- | ----------------------------------------------------------------------- |
| 21-4-1998                                                               | Liepāja                                                                 | Lettonia                                                                | 1 – 2                                                                   | Lituania                                                                | Coppa del Baltico 1998                                                  | -                                                                       | 41’                                                                     |
| 26-6-1998                                                               | Pärnu                                                                   | Andorra                                                                 | 0 – 2                                                                   | Lettonia                                                                | Amichevole                                                              | -                                                                       | 55’                                                                     |
| Totale                                                                  |                                                                         | Presenze                                                                | 2                                                                       |                                                                         | Reti                                                                    | 0                                                                       |                                                                         |

## Palmarès
- 1. Līga: 2

1997, 2002